# Mei Lanfang
Mei Lanfang (ur. 22 października 1894, zm. 8 sierpnia 1961) – jeden z najbardziej znanych aktorów opery pekińskiej.
Urodził się w rodzinie aktorskiej. Naukę zawodu aktora rozpoczął w wieku 8 lat, zadebiutował na scenie 3 lata później. W wieku 14 lat dołączył do trupy Teatru Xiliancheng i odtąd występował w Szanghaju, szybko zdobywając sobie popularność. Grał role kobiece (dan). Po wybuchu wojny chińsko-japońskiej w 1937 roku wyemigrował do Hongkongu. Po kilku latach wrócił do Szanghaju, odmówił jednak grania w okupacyjnym teatrze i powrócił na scenę dopiero w 1946 roku. W ciągu swojego życia zagrał ponad 100 różnych ról.
Mei zreformował tradycyjną operę pekińską, wprowadzając innowacje m.in. w strojach, gestykulacji i muzyce. Stworzył własną szkołę gry aktorskiej. Odbywając tournée po Japonii (1919, 1924, 1956), Stanach Zjednoczonych (1930) i Związku Radzieckim (1935, 1952), w trakcie których znalazł uznanie w oczach krytyków i był wielokrotnie nagradzany, rozpropagował na świecie chińską operę. Otrzymał doktoraty honoris causa University of Southern California i Pomona College.
Po utworzeniu ChRL został wybrany członkiem Ogólnochińskiego Zgromadzenia Przedstawicieli Ludowych oraz członkiem Stałego Komitetu Krajowego Ogólnochińskiej Ludowej Konferencji Konsultatywnej Chin. Został także przewodniczącym Instytutu Badań nad Operą Chińską, Chińskiej Szkoły Operowej i dyrektorem Opery Narodowej w Pekinie. W 1959 roku wstąpił do Komunistycznej Partii Chin.
W 2008 roku Chen Kaige nakręcił oparty na jego biografii film Mei Lanfang.